# Panyptila
Panyptila – rodzaj ptaków z podrodziny jerzyków (Apodinae) w rodzinie jerzykowatych (Apodidae).

## Zasięg występowania
Rodzaj obejmuje gatunki występujące w Ameryce.

## Morfologia
Długość ciała 13–20 cm; masa ciała 18–50 g.

## Systematyka

### Etymologia
- Panyptila: nieudokumentowane gr. πανυπτιλος panuptilos „dobrze upierzony”, od πανυ panu „niezmiernie”, do πας pas, παν pan „cały”; πτιλον ptilon „pióro”[5].
- Pseudoprocne: gr. ψευδος pseudos „fałszywy”; łac. procne lub progne „jaskółka”[6]. Gatunek typowy: Hirundo cayennensis J.F. Gmelin, 1789.

### Podział systematyczny
Do rodzaju należą następujące gatunki:
- Panyptila sanctihieronymi Salvin, 1863 – widłogończyk duży
- Panyptila cayennensis (J.F. Gmelin, 1789) – widłogończyk białogardły